# Варон, Сара
Са́ра Ва́рон (англ. Sara Varon) — американская писательница и иллюстратор, наиболее известная своими работами в детской литературе. Является автором комикса «Мечты робота», который позже был адаптирован в одноимённый анимационный фильм режиссёра Пабло Бергера.

## Ранние годы
Выросла в пригороде Иллинойса. Училась в Школе изобразительных искусств в Нью-Йорке, которую окончила в 2002 году.

## Карьера
Персонажи Варон совершенно нечеловеческие — она утверждает, что плохо рисует людей — за исключением книги «Мой карандаш и я», где она рисует себя. Её персонажи часто заводят маловероятные дружеские отношения — кошки и цыплята, кексы и баклажаны — которые в совокупности образуют то, что New York Times называет «милыми, необычными повествованиями».
Варон создала серию алебрихе с изображением некоторых героев своих мультфильмов в сотрудничестве с художником из Оахаки. Она также шила турецкие ковры в традиционном стиле с изображениями своих персонажей.
Преподаёт Школе изобразительных искусств Нью-Йорка.

## Личная жизнь
По состоянию на июнь 2006 года Варон живёт в Бруклине, Нью-Йорк. Замужем, муж гайанец.

## Награды и премии
Книга Sweaterweather (2003) была номинирована на премию Харви 2004 года за лучший графический роман.
Книга «Мечты робота» (2007) вошла во многие списки «лучших» 2007 и 2008 годов, в том числе:
- Oprah’s Book Club[англ.]
- Великие графические романы YALSA[англ.]
- Книга для подростков Нью-Йоркской публичной библиотеки
- Книга для чтения и обмена Нью-Йоркской публичной библиотеки
- Известная детская книга Американской библиотечной ассоциации
- 150 лучших книг года Publishers Weekly
- Лучшие детские книги 2007 года Kirkus Reviews

Bake Sale (2011) был назван Великим графическим романом YALSA 2012 года и выбран журналом School Library Journal одним из 10 лучших графических романов 2011 года. Кроме того, это был выбор Junior Library Guild осенью 2011 года.
Варон стала лауреатом стипендии Мориса Сендака в 2013 году.
Книга Варон и Сесил Кастеллуччи Odd Duck (2013) была номинирована на премию Айснера. Кроме того, журнал School Library Journal назвал её одним из 10 лучших графических романов 2013 года, а издание Kirkus Reviews назвало книгу одной из лучших детских книг 2013 года. Odd Duck был выбран весной 2013 года Junior Library Guild. Переведённый на французский язык как Des canards trop bizarres, он получил премию Livrentête Prize 2015 во Франции.
Книга «Новая обувь» (2018) была выбрана в качестве одной из книг на выставке «Из коробки» Музея книжного искусства Эрика Карла в 2019 году.
Книга «Держись за руки» (2019) была выбрана лучшей детской книгой года по версии New York Times Book Review в 2019 году.